# Kerttu Saalasti
Kerttu Saalasti (Geburtsname: Kerttu Kallio; * 21. September 1907 in Nivala, Österbotten, Großfürstentum Finnland, Russisches Kaiserreich; † 31. Januar 1995 ebenda) war eine finnische Politikerin des Landbundes (Maalaisliitto/Agrarförbundet), die zwischen 1948 und 1962 erstmals Abgeordnete des Parlaments war und in dieser Zeit von 1954 bis 1956 sowie 1957 den Posten der Bildungsministerin bekleidete. Sie war von 1966 bis 1970 abermals Abgeordnete des Parlaments. Sie war während ihres aktiven politischen Lebens eine der einflussreichsten Politikerinnen des Landbundes und war maßgeblich an der dezentralen Ausrichtung der finnischen Hochschulen und der Entwicklung der regionalen Bildungsgerechtigkeit im Allgemeinen beteiligt.

## Leben

### Familiäre Herkunft, Bäuerin und Abgeordnete

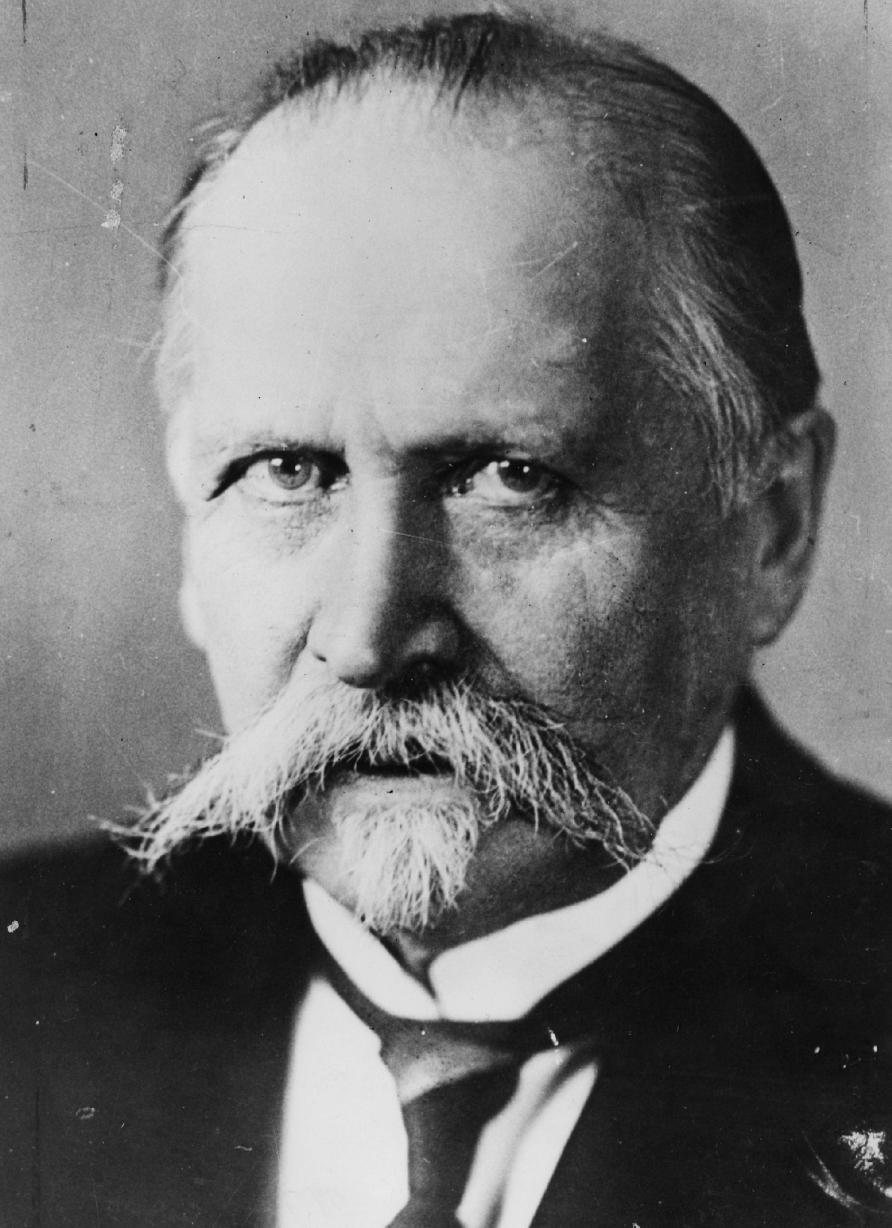
Kerttu Saalasti war die Tochter des späteren Ministerpräsidenten und Präsidenten der Republik Finnland Kyösti Kallio.

Kerttu Kallio war die Tochter des späteren Ministerpräsidenten und Präsidenten der Republik Finnland Kyösti Kallio und dessen Ehefrau Kaisa Kallio. Kerttu Saalasti ist eines der wenigen Kinder der Präsidenten der Republik, die in der Politik bedeutende Positionen erreicht hatten. Als Tochter von Kyösti Kallio nahm sie schon früh am politische Leben teil. Sie selbst begann nach dem Schulbesuch in Oulu 1927 ein Studium der Land- und Forstwirtschaft an der Universität Helsinki, das sie 1935 mit einem Bachelor abschloss. 1936 erwarb sie einen Abschluss als Agronomin und heiratete in diesem Jahr Filip Teuvo Saalasti, Sohn des Parlamentsabgeordneten Filip Saalasti. Sie war danach von 1936 bis 1948 erst Pächterin sowie im Anschluss Bäuerin auf einem eigenen Hof in ihrem Geburtsort Nivala. Des Weiteren unterrichtete sie zwei als Landwirtschafts- und Viehzuchtlehrer an der Volkshochschule Raudaskylä und war kommunalpolitisch als Mitglied des Gemeinderates von Nivala tätig.
Am 22. Juli 1948 wurde Kerttu Saalisti für den Landbund (Maalaisliitto/Agrarförbundet) erstmals Abgeordnete des Parlaments und vertrat dort bis zum 19. Februar 1962 den Wahlkreis Oulu. Sie gehörte zudem 1950, 1956, 1962 und 1968 als Mitglied dem Wahlmännergremium für die Wahl des Präsidenten der Republik Finnland an. Während ihrer Parlamentszugehörigkeit war sie zudem zeitweise stellvertretende Vorsitzende der Fraktion des Landbundes, Mitglied des Bildungsausschusses sowie Mitglied der Delegation beim Nordischen Rat. Sie war ferner Vizepräsidentin des Landbundes sowie Vorsitzende des Frauenverbandes der Partei.

### Bildungsministerin
Am 20. Oktober 1954 wurde Kerttu Saalisti als Bildungsministerin in das fünfte Kabinett Kekkonen berufen und gehörte diesem bis zum 2. März 1956 an. Das Amt der Bildungsministerin hatte sie zwischen dem 27. Mai und dem 28. November 1957 auch im ersten Kabinett Sukselainen inne. Sie war während ihres aktiven politischen Lebens eine der einflussreichsten Politikerinnen des Landbundes und war maßgeblich an der dezentralen Ausrichtung der finnischen Hochschulen und der Entwicklung der regionalen Bildungsgerechtigkeit im Allgemeinen beteiligt.
Kerttu Saalisti wurde am 5. April 1966 für die aus dem Landbund hervorgegangenen Zentrumspartei KESK (Suomen Keskusta/Centern i Finland) abermals Mitglied des Parlaments und gehörte diesem wieder als Vertreterin des Wahlkreises Oulu bis zum 22. März 1970 an. Sie war auch wieder Vizepräsidentin der Zentrumspartei sowie Vorsitzende des Frauenverbandes der KESK. 1972 verlieh ihr die Universität Oulu einen Ehrendoktortitel der Medizin und Chirurgie.

## Veröffentlichung
- Anna hänelle nöyrä mieli. Kaisa ja Kyösti Kallion elämäntieltä, Erinnerungen, 1972